# Énergies renouvelables en Écosse

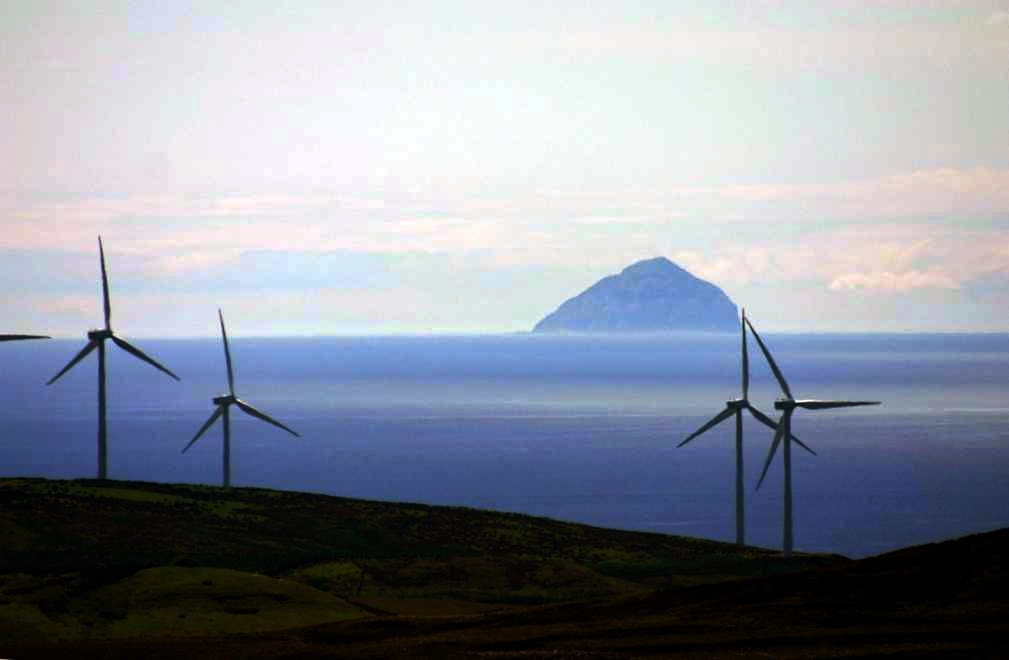
Le vent, les vagues et les marées représentent plus de 80 % du potentiel d'énergies renouvelables en Écosse.

 (juin 2017).
La production d'énergies renouvelables en Écosse est une question qui s'est fait connaître d'un point de vue technique, économique et politique au début du XXIe siècle. La base de ressources naturelles utilisées pour les énergies renouvelables est extraordinaire pour l'Europe. Les sources potentielles les plus importantes étant le vent, les vagues et les marées.

## Explication
À la fin du troisième trimestre en 2014, il y avait 7 112 mégawatts de capacité d'électricité renouvelable installée en Écosse, une augmentation de 10,5 % (ou 671 MW) par rapport à la fin du deuxième trimestre de 2013. En 2013, la production d'électricité renouvelable était de 16 974 GWh en Écosse. Soit une hausse de 16,4 % par rapport à 2012. La génération d'électricité renouvelable en Écosse était 16 974 GWh en 2013, en hausse de 16,4 %. 
En 2012, 40,3 % de l'électricité produite en Écosse en 2012 a été apportée par des énergies renouvelables. La production d'énergies renouvelables britanniques totale (en dessous de 36 % en 2012). En 2012, l’Écosse a exporté plus de 26 % de sa production d’énergies renouvelables. Les améliorations permanentes de l'ingénierie permettent d'utiliser plus d'énergies renouvelables.
Les craintes quant au pic pétrolier et au changement climatique ont conduit le sujet en haut de l'agenda politique et encouragent aussi l'utilisation de biocarburants divers. Bien que les finances de beaucoup de projets restent spéculatives ou dépendantes des motivations du marché, il est probable qu'il y ait eu un changement significatif à long terme, dans l'économie de soutien.
En plus des augmentations planifiées de la capacité de production à grande échelle et des microsystèmes utilisant des sources d'énergies renouvelables, des recherches sont faites pour élaborer des plans afin de réduire les émissions de carbone. Bien qu'il y ait le soutien significatif du public, des acteurs privés se préoccupent de l'effet que peuvent avoir les technologies sur l'environnement naturel. Un débat politique émerge sur la relation entre l'emplacement, la propriété et le contrôle de ces ressources.

## Réalisation du potentiel
La base des ressources naturelles utilisées pour les énergies renouvelables est extraordinaire pour l'Europe. En plus d'une capacité hydroélectrique existante de 1,3 Gigawatts (GW), l'Écosse a un potentiel évalué de 36,5 GW d'énergie éolienne et de 7,5 GW d'énergie marémotrice, soit 25 % de la capacité totale évaluée pour l’Union européenne et jusqu'à 14 GW de potentiel d'énergie houlomotrice, soit 10 % de la capacité de l'Union européenne,. Le potentiel total de production d'électricité renouvelable est ainsi de 60 GW ou plus, ce qui est considérablement supérieur à la capacité existante de toutes les sources écossaises de carburant, soit de 10,3 GW,. 
L'Écosse a dépassé son objectif d'énergies renouvelables, en 2007 31 % de la production d'énergies venait des énergies renouvelables. En 2011, l'objectif fixé pour 2020 est passé d'une production électrique par les énergies renouvelables de 50 % à 100 %.
En janvier 2006, le total de la production électrique renouvelable installé était de moins de 2 GW, soit un cinquième de la production d'électricité totale. Avant janvier 2007, la capacité d'énergie éolienne, qui a progressé rapidement, a atteint une capacité de 1 GW. Le total de la capacité pour les énergies renouvelables avait alors grandi de plus de 2,3 GW. Avant janvier 2007 la capacité d'énergie éolienne, qui a crû rapidement, a atteint 1 capacité GW et le total pour des énergies renouvelables avait dépassé 2,3 GW. La capacité d'énergie éolienne en août 2009 ne représentait qu'une petite part, 1,5 GW, de la capacité totale des énergies renouvelables qui s'était élevée à 3,1 GW. Avant le milieu de l'année 2011 ces chiffres étaient respectivement de 2,76 GW et 4,6 GW.
En 2012, plus de 40 % de l'électricité de l'Écosse a été produite par les énergies renouvelables. L'Écosse a contribué à presque 40 % de la production d'énergies renouvelables du Royaume-Uni. À la fin de 2012, 5 801 mégawatts (MW) de capacité électrique étaient produites par les énergies renouvelables installée en Écosse. Soit une augmentation de 20,95 % (1 005 MW) par rapport à fin 2011. La production d'électricité renouvelable en 2012 a atteint le record de 14 756 GWh - soit une augmentation de 7,3 % par rapport à 2011, qui reste une année record. La plus grande partie de la production d'électricité provient du gaz et du pétrole. Les chiffres de 2002 utilisés dans le RSPB Scotland et al. sont 34 % de gaz, 28 % de pétrole, 18 % de charbon, 17 % de nucléaire avec seulement 3 % d'énergies renouvelables (principalement hydro-électrique). Gardons en mémoire que la production d'électricité n'est qu'une partie du budget d'utilisation global de l'énergie. 
En 2002, L'Écosse a consommé un total de 175 Terawatt-heures (TWh)  d'énergie sous toutes formes. Soit environ 2 % de moins qu'en 1990. De cela, seulement 20 % ont été consommés sous forme d'électricité par les utilisateurs finaux, la grande majorité d'énergie utilisée étant la combustion de pétrole (41 %) et d'essence (36 %),.
L'industrie des énergies renouvelables soutient plus de 11 500 emplois en Écosse, selon une étude de 2013 der Scottish Renewables. Cependant une étude de 2011 menée par 4 conseils a calculé qu'il existait probablement une petite perte nette dans ces emplois en Écosse en raison du soutien gouvernemental pour l'énergie renouvelable. Ils ont évalué que l'industrie du vent maritime pourrait créer entre 300 et 2 200 emplois à long terme avant 2020. Avec 20 GW de projets d'énergies renouvelables prévus, le secteur a le potentiel de s’accroître dans les années futures en créant rapidement plus d'emplois dans la région. Glasgow, Fife et Édimbourg sont les centres clés du développement d'énergie éolienne maritime et d'énergie houlomotrice. 
Les industries d'énergie marémotrice sont centrées autour des régions montagneuses et des îles. La création d'emplois ruraux est engendrée par des systèmes de bioénergie dans des zones comme Lochaber, Moray, Dumfries et Galloway.
L'Écosse a aussi des quantités significatives de combustibles fossiles dans des dépôts, y compris 62,4 % des réserves prouvées de l'UE de pétrole, 12,5 % des réserves prouvées de l'UE de pétrole et 69 % des réserves britanniques de charbon. Néanmoins, le gouvernement écossais s'est fixé des objectifs ambitieux pour la production d'énergie renouvelable. En 2005 le but était que 18 % de la production d'électricité de l'Écosse devait provenir de sources renouvelables avant 2010, montant à 40 % avant 2020. 